# 久米町 (米子市)
久米町（くめちょう）は、鳥取県米子市の町名。郵便番号は683-0824。

## 地理
米子市の中央部に位置し、西は中海に面する。

## 歴史
1935年から現在の米子市の町名である。町名の由来は、米子城の別名久米城にちなむ。もとは米子市郭内と加茂町の一部である。当地の大部分は米子城跡によって占められる。
1950年、湊山公園・錦公園一帯を会場に鳥取県産業観光大博覧会が催される。博覧会終了後に会場敷地を利用してスポーツセンターの計画が進められて、1950年から1955年にかけて湊山球場、テニスコートが新設される。1977年、米子城跡が米子市史跡に指定される。

## 世帯数・人口
世帯数・人口は1935年、71世帯・323人、1955年、97世帯・385人、1965年、95世帯・425人、1975年、55世帯・161人。
2024年（令和6年）8月31日現在は75世帯・117人。

## 経済

### 産業
店舗・企業
- カーブス 米子医大前
- 薬マツモトキヨシ 米子久米店
- ジュンテンドー 久米店
- ガスト 米子久米町店
- ニコニコレンタカー 米子久米町店
- 日産レンタカー 米子店
- コスモ石油 湊山SS（山陰石油）

ホテル
- ANAクラウンプラザホテル米子

かつて存在した企業
- 稲田本店（酒、醤油醸造、販売）
- 坂口合名会社醸造部（醤油、味噌の醸造、販売） - 1870年、創業[6]
- 日曹製鋼米子工場[7]
- 米子製鋼所[8][9]

## 地域

### 相談
- 入江公認会計士事務所
- 足立珠希法律事務所
- 和心総合法律事務所

### 施設
- 米子青年会議所
- 鳥取県西部医師会館
- 天理教米子分教会
- 米子城跡三の丸番所
- 米子看護高等専修学校 - 2020年3月31日、閉校。

## 名所・旧跡
- 米子城跡（国指定史跡）
- 旧小原家長屋門（市指定有形文化財） - 米子城二の丸跡（現在、市営湊山庭球場となっている場所）の南東側に、城下町で唯一残る武家屋敷の建物である[10]。小原家は荒尾氏の家臣で、小原家の屋敷は西町にあったが、長屋門は1953年に米子市に寄贈され、米子城跡に移築保存された[10]。以後1984年までの約30年間、米子市立山陰歴史館として利用されていた[10]。

## 出身・ゆかりのある人物
- 安部三代治（坂口合名会社理事・支配人、島根水産、三光冷蔵各社長、坂口木材、山陰石油、日ノ丸総本社、日ノ丸自動車各取締役）[11]
- 稲田元長（酒類並びに醤油醸造販売業、稲田本店代表）[12]
- 稲田藤治郎[13]（醸造業稲田家の7代目、衆議院議員）
- 坂口惣五郎（カギさ醤油醸造元・坂口商店取締役社長）[14]
- 坂口幸雄（サンマリタン耳鼻咽喉科医院長、エフエム山陰代表取締役社長）[15]
- 前田孝次郎（山陰合同銀行監査役）[16]